# 정부효율부
정부효율부(政府效率部, 영어: Department of Government Efficiency 또는 영어: Government Efficiency Commission, DOGE)는 일론 머스크가 이끄는 두 번째 임기에 출범한 정부 기구이다. 이름과 달리 공식 정부 부서는 아닌 미국 디지털청 산하 임시 기구이다.
머스크는 정부효율부가 미국 연방 예산을 2조 달러까지 줄일 수 있다고 믿는다고 밝혔다. 제이미 다이먼 JP모건 체이스 최고경영자 또한 이 구상을 지지한 바 있다.
이 부서의 이름 DOGE는 도지라는 인터넷 밈과 머스크가 이전에 관련되었던 암호화폐인 도지코인을 모두 가리키는 역어이다.

## 기능
2024년 11월, 도널드 트럼프는 일론 머스크와 비벡 라마스와미를 공동 수장직에 앉혔다. DOGE는 미국 정부의 공식 부서가 아닌 자문 위원회 격으로 예상되므로 지도부는 상원의 승인 없이 대통령의 뜻에 따라 활동할 수 있다.
부서의 형태는 의회의 법안을 통해 창설되는 연방 행정각부가 아닌 대통령 행정부 또는 관리예산국과 긴밀히 협력하는 대통령 위원회의 구성 요소가 될 가능성이 더 크다.
트럼프는 초대 공동수장 중 한 명으로 일론 머스크 테슬라 최고경영자(CEO)를 지명하며 정부효율부를 현시대의 '맨해튼 프로젝트'로 소개하였다.
"정부효율부는 관료주의를 해체하고 과도한 규제를 줄이며 낭비성 지출을 줄이고 연방 기관을 구조조정할 길을 닦아줄 것입니다."— 도널드 트럼프 (2024년 11월 12일)

트럼프는 정부효율부의 역할을 다음과 같이 소개하였다.
"정부효율부는 정부 외부에서 조언과 지침을 제공하고, 백악관 및 백악관 관리예산국과 협력해 대규모 구조 개혁을 추진할 것입니다."

## 배경

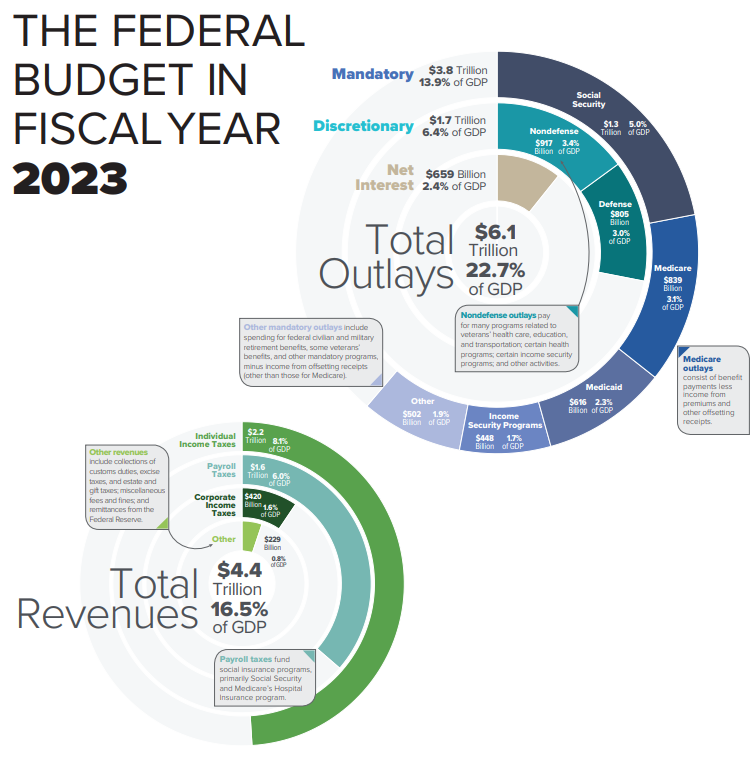
2023년 미국 연방 예산 지출 및 수입에 대한 인포그래픽

미국 최대 은행 중 하나인 JP모건 체이스의 CEO인 제이미 다이먼은 정부 역량을 강화하기 위한 부서의 설립 아이디어를 지지하였다.
2024년 10월 28일 매디슨 스퀘어 가든에서 열린 트럼프 집회에서 머스크는 DOGE가 미국 연방 예산에서 2조 달러를 줄일 수 있다는 자신의 믿음을 밝혔다.

## 같이 보기
- 도널드 트럼프 2기 행정부